# Tekniska mässan
Tekniska mässan gick av stapeln i oktober varje år på Stockholmsmässan. Drygt 300 utställare och närmare 23 000 besökare gör att mässan är en av  norra Europas största teknikmässor. 
Från och med 2013 ersätts Tekniska mässan av Industri & Teknik som genomförs vartannat år.
Industri & Teknik kompletterar verktygsmaskinernas stora mässa, M.A.X, som hade premiär 2012 och också genomförs vartannat år.
Tekniska Mässan var den ledande fackmässan för tillverkningsindustrin och genomfördes på Stockholmsmässan som är det största mässområdet i Norden och Östersjöregionen. Här fanns en bredd och ett djup utan motstycke i fråga om produkter och tjänster för effektiv produktion - från designverktyg och maskiner för metallbearbetning till automationskomponenter och skräddarsydda system.
Träffa industrins beslutsfattare på Tekniska Mässan

På Tekniska Mässan kunde man träffa fler beslutsfattare än på någon annan industrimässa i Norden. År 2008 lockade mässan 22 500 besökare, av vilka ca 30 % var företagsledare eller andra höga chefer inom industrin.[källa behövs]